# Steyr SPP
Die Steyr SPP (Special Purpose Pistol) ist eine Pistole, die in den 1980er Jahren von Steyr Mannlicher entwickelt wurde.
Zeitgleich wurde für Militär und Exekutive die vollautomatische Version Steyr TMP gebaut, welche sich von der Optik her nur durch ein verlängertes Magazin und den Griff an der Vorderseite der Waffe unterscheidet. Das TMP Magazin passt auch an der SPP. Am Oberteil des Gehäuses kann eine Picatinny-Schiene angebracht werden um weitere Zielhilfen zu nutzen. Der Verschluss hat acht Verriegelungswarzen, die am Lauf und Verschlussstück eingefräst sind. Durch eine Drehbewegung des Laufes wird die Verriegelung gelöst.
Die Waffe streut auf 20 Meter ca. 20–25 mm. Durch den sich beim Entriegeln drehenden, anstatt abkippenden Lauf, wird der praktische Einsatz von diversen Schalldämpfern sehr erleichtert.